# Allium hierosolymorum
Allium hierosolymorum là một loài thực vật có hoa trong họ Amaryllidaceae. Loài này được Regel mô tả khoa học đầu tiên năm 1890.